# Halo-halo
Halo-halo hoặc Haluhalo (tiếng Tagalog: [haluˈhaloʔ], có nghĩa là "trộn cùng nhau") là một món tráng miệng phổ biến của Philippines, bao gồm sữa, sữa đặc trộn với hoa quả, rau củ và đá bào ướp lạnh. Halo-halo được coi là món tráng miệng không chính thức của Philippines. Thuật ngữ "halo-halo" theo nghĩa đen có nghĩa là "hỗn hợp" trong tiếng Anh. Cách gọi này dùng để mô tả bất kỳ đồ vật hoặc tình huống nào được tạo thành từ một nhóm nguyên liệu đầy màu sắc.

## Lịch sử
Nguồn gốc của halo-halo bắt nguồn từ những người Philippines gốc Nhật trước chiến tranh và món tráng miệng kakigōri của Nhật Bản. Một trong những phiên bản đầu tiên của halo-halo là mongo-ya (trong tiếng Nhật) chỉ bao gồm đậu xanh (tiếng Tagalog: monggo hoặc munggo, được sử dụng thay cho đậu azuki của Nhật Bản), luộc và nấu trong xi-rô (minatamis na monggo), được đặt trên đá bào với sữa và đường. Theo thời gian, nhiều công thức địa phương đã được thêm vào, dẫn đến việc phát triển halo-halo. Một điểm khác biệt giữa halo-halo và món gốc của nó ở Nhật Bản là vị trí các nguyên liệu chủ yếu nằm dưới lớp đá bào thay vì ở trên. Bản gốc monggo con hielo loại này vẫn có thể được tìm thấy hiện nay cùng với các biến thể tương tự như sử dụng ngô ngọt (maiz con hielo) hoặc chuối saba (saba con hielo).
Một số tác giả đặc biệt cho rằng halo-halo là do những người Nhật Bản di cư mang vào những năm 1920 hoặc 1930 ở chợ Quinta của Quiapo, Manila, do nó nằm gần Nhà máy nước đá Insular, là nguồn cung cấp đá bào chính của Quiapo.
Nhãn hàng được xem là lâu đời nhất vẫn còn buôn bán đến nay là Aling Taleng's Halo-halo từ năm 1933. Ngoài cách làm halo-halo truyền thống, công thức của họ kết hợp các thành phần khác như: báng, leche flan, đậu mongo, dừa sáp, mía đường,...Nhãn hàng nổi tiếng khác là Razon từ cuối những năm 1960, với công thức chính dừa sáp, bánh flan, chuối saba.

## Chế biến
Nguyên liệu của món ăn này đa dạng, bao gồm sữa, sữa đặc, và các loại hoa quả, rau củ khác nhau, như: báng, dừa sáp, chuối saba, chuối nấu ăn nấu với siro minatamis na saging, mít, thạch dừa, bột sắn, khoai lang, các loại đậu, pho mát, gạo,...Và thêm kem khoai mỡ tím, một loại kem yêu thích của người Philippines, thành phần quan trọng của món này.
Không có công thức chung tiêu chuẩn, thành phần được thêm tùy chọn nhưng sữa, sữa đặc, đá bào là thành phần không thể thiếu. Lấy các nguyên liệu để vào tô hoặc ly theo số lượng tùy thích, đổ đá bào lên trên, thêm sữa, kem, cốm,...

## Trong văn hóa đại chúng
Halo-halo đã được xuất hiện trong một tập của Anthony Bourdain: Parts Unknown khi người dẫn chương trình Anthony Bourdain đến thăm một chi nhánh của Jollibee ở Los Angeles. Bourdain đã khen ngợi món tráng miệng và đăng một bức ảnh về món trên tài khoản Twitter của mình, và anh chú thích là "đẹp một cách kỳ lạ."
Halo-halo cũng được giới thiệu như một món ăn Quickfire Challenge trong tập 7, Mùa 4 của loạt phim truyền hình thực tế Mỹ, Top Chef. Thí sinh người Mỹ gốc Philippines Dale Talde đã chuẩn bị món tráng miệng gồm bơ, xoài, quả kiwi và các loại hạt. Talde sau đó đã được giám khảo khách mời Johnny Iuzzinni của Jean Georges vinh danh là một trong ba món ăn hàng đầu của Thử thách Quickfire. Talde cũng đã thực hiện làm món ăn này trong một tập phim sau đó.
Món tráng miệng này đã được giới thiệu trong một tập ấn bản Delicious Destination của Bizarre Foods.